# Benavert
Ibn ‘Abbād, conosciuto come Benavert, Benarveth o Bonavert secondo la correzione proposta da Goffredo Malaterra (... – 25 maggio 1086), è stato un condottiero arabo di Sicilia.

## Biografia
Ibn ‘Abbād fu signore di Siracusa, e dal 1072 al 1086 diresse l'ultima resistenza degli arabi di Sicilia nel settore orientale dell'isola, nel tentativo di impedire la definitiva conquista normanna.
Nel 1075, riuscì nondimeno a sconfiggere il figlio del conte Ruggero, Giordano, presso Catania, conquistò di nuovo quella città all'Islam nel 1081. Ciononostante, non poté impedire la caduta di Trapani (1077), di Taormina (1079) e di Catania (1081), riconquistate dalle forze di Ruggero e Giordano. Verso il 1084, condusse delle incursioni lungo le coste della Calabria, saccheggia e devasta la periferia di Reggio Calabria e si impossessò del monastero di Rocca D'Asino, dove tutti i monaci vennero fatti prigionieri. Nel 1085, ancora in Calabria, distrusse la città di Nicotera, vicino a Vibo Valentia, e le suore (o tutte le donne della città?) vennero catturate e destinate agli harem. Nel 1086, affrontò di persona Ruggero davanti a Siracusa, il suo feudo assediato.
Perì tuttavia il 25 maggio del 1086, nel corso dell'assedio portato a Siracusa da Ruggero, cadendo in mare con la sua pesante armatura saltando da una nave all'altra, mentre la moglie e il figlio ripararono a Noto, destinata a cadere anch'essa pochi anni dopo (nel 1091), insieme a Butera.
Un suo discendente, Muhammad ibn ‘Abbād, si ribellò a Federico di Sicilia all'inizio del XIII secolo, incontrando anch'egli la morte in quel suo tentativo.